# 阿部正直 (伯爵)
阿部 正直（あべ まさなお、1891年〈明治24年〉1月9日 - 1966年〈昭和41年〉1月1日）は、日本の理学博士、気象研究所長。伯爵。
父は備後福山藩10代藩主・阿部正桓。弟は農林大臣や日本中央競馬会理事長などを歴任した酒井忠正。姉の貞子は小笠原長幹の妻。

## 略歴
東京生まれ。東京帝国大学理学部卒業後、雲の研究に携わり、1927年御殿場市に阿部雲気流研究所を設立、主に富士山の雲に関する研究を行った。1945年には「山雲及山の気流に関する研究」により、帝国学士院より伯爵鹿島萩麿記念賞を受賞。戦後、中央気象台を経て気象研究所長に就任した。その後は財団法人誠之舎の理事長を務め、また文京区に阿部幼稚園を設立して園長も務めた。
妻の直子は子爵阿部正功の娘で、学習院女学部中退。

## 逸話
正直は映画を好んでおり、1898年に父親の阿部正桓に連れられて輸入映画を観に行って以来、映画の魅力に魅せられ、映画の技術を自らの雲の研究にも生かした。また、福山地域出身者の学生寮である誠之舎にも関わり、戦中の学徒出陣の際には、内務官僚の丸山鶴吉らと共に壮行会を行った。

## 栄典
- 1916年（大正5年）11月20日 - 正五位[3]
- 1966年(昭和41年)1月1日-勲四等旭日小綬章

## 評伝
- 西野嘉章『雲の伯爵　富士山と向き合う阿部正直』（平凡社、2020年）

## 親族
- 父：阿部正桓（福山藩主、伯爵）
- 母：阿部篤子
- 義父：阿部正功（棚倉藩主、子爵）
- 祖父：鍋島直紀（蓮池藩主）
- 祖父：浅野懋昭（広島藩主浅野重晟の孫）
- 伯父：浅野長勲（広島藩主、侯爵）
- 義娘：伊津子（伯爵 徳川宗敬の娘）
- 義息子：松平乗文（子爵）

なお、伊津子の高祖父は水戸藩主徳川斉昭である。また、徳川斉昭の妻は吉子女王（霊元天皇の曾孫）であるため、現在の阿部家当主は霊元天皇の8世孫となる。